# Edakkode
Edakkode es una ciudad censal situada en el distrito de Thiruvananthapuram en el estado de Kerala (India). Su población es de 12994 habitantes (2011). Se encuentra a 29 km de Thiruvananthapuram y a 39 km de Kollam.

## Demografía
Según el censo de 2011 la población de Edakkode era de 12994 habitantes, de los cuales 5956 eran hombres y 7038 eran mujeres. Edakkode tiene una tasa media de alfabetización del 94,57%, superior a la media estatal del 94%. la alfabetización masculina es del 96,31%, y la alfabetización femenina del 93,14%.